# 呼兰街道
呼兰街道是中国黑龙江省哈尔滨市呼兰区下辖的一个街道。